# Мемнон Чудотворець
Мемнон Чудотврець — єгипетський святий і чудотворець.
Преподобний Мемнон Чудотворець з юності перебував у єгипетській пустелі. Важкими постними трудами досягав він перемоги духа над плоттю. Ставши ігуменом одного з єгипетських монастирів, мудро і обережно керував братією. Допомагаючи їм молитвою і порадою преподобний не припиняв своїх подвигів і в боротьбі із спокусами. Безперестанною молитвою і працею він одержав дар провіщення: за його молитвами в пустелі відкрилося джерело води, загинула сарана. По смерті святого одне лише прикликання його імені проганяло сарану і руйнувало будь-які підступи злих духів.
Пам'ять — 12 травня.